# 英君技術
英君技術有限公司，簡稱英君技術（英語：ANGELS TECHNOLOGY COMPANY LIMITED，港交所除牌時8112.HK），在2000年4月7日，由當時江山控股有限公司投資及分拆設立，前身為「英君交通系統技術有限公司」。
當時經營機電工程項目及交通運輸解決方案系統。而股份曾在2001年8月30日於香港交易所創業板上市。當時招股價為0.7港元，發行股份63,000,000股，集資額為44,100,000港元。
但在2006年年報在資料之中，由於機電工程項目及交通運輸解決方案系統效益欠佳，再加上出現虧損，於是已出售給麥兆中，以及徐斌。8月25日，更名為弘海有限公司，同時轉為現時經營中國內地生產及銷售塑膠編織袋，以及買賣及分銷煤炭。

## 連結
- Irasia.com/listco/hk/deteam （页面存档备份，存于）